# Märta Mattsson
Märta Mattsson, född 1982, är en svensk smyckekonstnär och formgivare.
Hon är utbildad vid Royal College of Art i London och vid Högskolan för design och konsthantverk i Göteborg. Mattsson har under våren 2016 en soloutställning på Thielska Galleriet samt medverkar i Nationalmuseums utställning Open Space - Mind Maps. Positions in Contemporary Jewellery. Mattsson finns representerad i bland annat Schmuckmuseum in Pforzheim, och Nationalmuseum i Stockholm.